# Resolució 2009 del Consell de Seguretat de les Nacions Unides
La Resolució 2009 del Consell de Seguretat de les Nacions Unides fou adoptada per unanimitat el 16 de setembre de 2011. Observant amb preocupació la situació a Líbia, va acordar establir la Missió de Suport de les Nacions Unides a Líbia (UNSMIL). A més, en virtut dels canvis polítics derivats de la rebel·lió que travessava el país, es van revisar les mesures imposades a Líbia en resolucions anteriors: l'embargament d'armes, la congelació d'actius i la zona de prohibició de vols; mesures que van ser adaptades a les nova conjuntura política. El Consell de Seguretat va recolzar al Consell Nacional de Transició per a la celebració d'eleccions democràtiques, la redacció d'una constitució i la creació d'unes institucions lliures que fossin respectuoses amb els drets humans.